# Jimmy Choo (azienda)
Jimmy Choo è un'azienda britannica di alta moda con sede a Londra, fondata nel 1996 dallo stilista cino-malese Jimmy Choo e dall'imprenditrice londinese Tamara Mellon. La maison è specializzata nella produzione di scarpe, borse, accessori e profumi.
L'azienda è stata quotata alla Borsa di Londra fino alla sua acquisizione da parte di Michael Kors Holdings (rinominata Capri Holdings) nel novembre 2017.

## Storia
La storia del marchio inizia con il calzolaio Jimmy Choo, basato nell'East End londinese nei primi anni '90, il quale produceva scarpe per diverse celebrità, tra cui Lady Diana. L'azienda fu fondata nel 1996, quando l'imprenditrice Tamara Mellon (ex redattrice della sezione accessori di British Vogue) si unì in società con Choo e sua nipote, Sandra Choi.
Il 5 luglio 1998, Choo viene menzionato nel quinto episodio di Sex and the City della HBO: questo ha segnato il lancio di un modello di go-to-market guidato dalle celebrità. Ha confermato la necessità di aprire rapidamente un negozio negli Stati Uniti: ciò è stato fatto nel novembre 1998. Dopo questa apertura, l'agenzia di pubbliche relazioni Get Good Ink di Tamara Mellon, Sandra Choi e Marilyn Heston ha continuato a lavorare sul punto di vista delle celebrità facendo una grande apparizione agli Academy Awards nel marzo 1999: hanno tinto i Jimmy Choo che stavano prestando alle attrici per la notte degli Oscar con colori che si abbinavano ai loro abiti.  Tamara e Sandra hanno ripetuto e perfezionato quest'arte ad ogni altra cerimonia degli Oscar. 
Questi anni furono anche segnati da una crescente tensione tra Choo e Tamara Mellon, con Tom Yeardye che spesso fungeva da agente calmante. Choo era più interessato alla produzione di scarpe couture, mentre gli Yeardyes volevano scalare il prêt-à-porter: "Amo l'idea di couture e la sua enfasi sulla creazione. [...] Lascio il prêt-à-porter al mio partner e al mio team".  Un paio di scarpe couture richiedeva due settimane per essere prodotto con l'assistenza di otto persone. 
Nel 1998, Choo ha trasferito il suo laboratorio di alta moda da Hackney al 18 di Connaught Street. Tom si offrì di acquistare Choo, ma quest'ultimo rifiutò di vendere.  Entrambe le parti pensavano che la soluzione a queste tensioni fosse vendere l'attività. 

### Phoenix / Equinox (2001-2004)
Robert Bensoussan, ex direttore delle vendite di Sonia Rykiel (1986-89), direttore delle vendite internazionali di Escada (1990-92), amministratore delegato di Christian Lacroix (1993-97) e Gianfranco Ferré (1999-2000) 
 chiamò Tamara Mellon nell'aprile 2001 per "convincerla che era lui l'unico che poteva portare l'attività al livello successivo".
Bensoussan ha contattato David Burns, il capo della pratica consumer, leisure e retail di Phoenix Equity Partners per creare con loro "un nuovo veicolo di investimento, Equity Luxury Holdings, che avrebbe investito in altri marchi britannici che, come Jimmy Choo, potrebbe essere sviluppato". 
Il comitato per gli investimenti di Phoenix Equity ha esaminato la proposta di investimento l'11 settembre 2001. Gli attacchi terroristici hanno sospeso la transazione. Un paio di settimane dopo, David Burns ha chiesto informazioni sulle vendite di Jimmy Choo negli Stati Uniti ed è rimasto sorpreso nel leggere che erano aumentate dal 30% al 40% su base annua, che ha confrontato con il crollo dei prezzi delle azioni delle aziende dell'industria della moda. 
Phoenix ha rivalutato l'attività dai 50 milioni di sterline richiesti dagli Yeardyes a 18 milioni di sterline. L'affare è stato chiuso il 19 novembre 2001. Una nuova holding, Yearnoxe Ltd., ha rilevato le operazioni europee e statunitensi di Jimmy Choo Ltd.
Equinox controllava il 51% di Yearnoxe, Tamara e Tom si dividevano equamente il restante 49%. Robert Bensoussan era l'amministratore delegato, Tamara Mellon il presidente, Tom Yeardye presidente. Choo ha venduto la sua quota del 50% di Jimmy Choo Limited per 8,8 milioni di sterline e ha lasciato l'azienda.
L'IPO della società alla Borsa di Londra venne annunciata nel settembre 2014 a 140 centesimi per azione, dando all'azienda un valore patrimoniale complessivo di 546 milioni di sterline. Nel novembre 2017, l'azienda è stata acquistata da Michael Kors Holdings per la cifra di 896 milioni di sterline.

### Tentata acquisizione di Tapestry
Il 10 agosto 2023 Tapestry, società statunitense che controlla marchi lifestyle come Coach, Kate Spade e Stuart Weitzman, ha tentato di acquisire per 8,5 miliardi di dollari, Capri Holdings, già Michael Kors Holdings. Capri Holdings  possiede i marchi Michael Kors e Jimmy Choo. Nell'aprile 2024 la U.S. Federal Trade Commission ha bloccato l'acquisizione.